# Henri Biancheri
Henri Biancheri (Marsiglia, 30 luglio 1932 – Monaco, 1º dicembre 2019) è stato un calciatore francese, di ruolo centrocampista.

## Carriera
Con il Monaco vinse 2 volte il campionato francese (1961, 1963) e 2 volte la Coppa di Francia (1960, 1963).

## Palmarès

### Club

#### Competizioni nazionali
- Campionato francese: 2

Monaco: 1960-1961, 1962-1963
- Coppa di Francia: 2

Monaco: 1959-1960, 1962-1963
- Supercoppa francese: 1

Monaco: 1961
- Coppa Charles Drago: 1

Monaco: 1961